# Yoshi's Woolly World
Yoshi's Woolly World er et platformspil udviklet af Good-Feel og udgivet af Nintendo. Spillet er det syvende i Yoshi-serien og blev udgivet til Wii U i 2015. En udgave til Nintendo 3DS, kendt som Poochy & Yoshi's Woolly World, blev udgivet i 2017.

## Ekstern henvisning
- Officiel hjemmeside

| computerspil | Spire Denne computerspilsrelaterede artikel er en spire som bør udbygges. Du er velkommen til at hjælpe Wikipedia ved at udvide den. |